# Liste der Flughäfen in der Volksrepublik China
Die Liste der Flughäfen in der Volksrepublik China sortiert nach den Provinzen/Regionen
| Inhaltsverzeichnis A B C D E F G H I J K L M N O P Q R S T U V W X Y Z |

| Lage                                      | ICAO-Code | IATA-Code | Name des Flughafens                                   |
| ----------------------------------------- | --------- | --------- | ----------------------------------------------------- |
|                                           |           |           |                                                       |
| Anhui (Provinz)                           |           |           |                                                       |
| Anqing                                    | ZSAQ      | AQG       | Flughafen Anqing                                      |
| Bengbu                                    | ZSBB      | BFU       | Flughafen Bengbu                                      |
| Chizhou                                   | ZSJH      | JUH       | Flughafen Chizhou                                     |
| Fuyang                                    | ZSFY      | FUG       | Flughafen Fuyang                                      |
| Hefei                                     | ZSOF      | HFE       | Flughafen Hefei-Luogang                               |
| Hefei                                     | ZSOF      | HFE       | Flughafen Hefei-Xinqiao                               |
| Huangshan                                 | ZSTX      | TXN       | Flughafen Huangshan Tunxi                             |
| Wuhu                                      | ZSWA      | WHA       | Flughafen Wuhu Xuanzhou (neuer Flughafen)             |
| Wuhu                                      | ZSWU      | WHU       | Flughafen Wuhu Wanli (alter Flughafen)                |
| Chongqing (Regierungsunmittelbare Stadt)  |           |           |                                                       |
| Yubei                                     | ZUCK      | CKG       | Flughafen Chongqing-Jiangbei                          |
| Qianjiang                                 |           |           | Flughafen Qianjiang Zhoubai (im Bau)                  |
| Wanzhou                                   | ZUWX      | WXN       | Flughafen Wanzhou-Wuqiao                              |
| Wushan                                    | ZUWS      | WSK       | Flughafen Chongqing-Wushan                            |
| Fujian (Provinz)                          |           |           |                                                       |
| Fuzhou                                    | ZSFZ      | FOC       | Flughafen Fuzhou Changle                              |
| Longyan                                   | ZSLD      | LCX       | Flughafen Longyan                                     |
| Sanming                                   | ZSSM      | SQJ       | Flughafen Sanming                                     |
| Quanzhou                                  | ZSQZ      | JJN       | Flughafen Quanzhou Jinjiang                           |
| Xiamen                                    | ZSAM      | XMN       | Flughafen Xiamen                                      |
| Wuyishan, Nanping                         | ZSWY      | WUS       | Flughafen Wuyishan                                    |
| Gansu (Provinz)                           |           |           |                                                       |
| Dunhuang                                  | ZLDH      | DNH       | Flughafen Dunhuang                                    |
| Jiayuguan                                 | ZLJQ      | JGN       | Flughafen Jiayuguan                                   |
| Jiuquan                                   | ZLJQ      | CHW       | Flughafen Jiuquan                                     |
| Lanzhou                                   | ZLLL      | LHW       | Flughafen Lanzhou Zhongchuan (Flughafen Lanzhou-West) |
| Longnan                                   | ZLLN      | LNL       | Flughafen Longnan                                     |
| Qingyang                                  | ZLQY      | IQN       | Flughafen Qingyang                                    |
| Guangdong (Provinz)                       |           |           |                                                       |
| Guangzhou (Kanton)                        | ZGGG      | CAN       | Flughafen Guangzhou-Baiyun (alt)                      |
| Guangzhou (Kanton)                        | ZGGG      | CAN       | Flughafen Guangzhou-Baiyun (seit 2004)                |
| Meixian                                   |           | MXZ       | Flughafen Meixian                                     |
| Shantou                                   | ZGOW      | SWA       | Flughafen Shantou                                     |
| Shaoguan                                  |           | HSC       | Flughafen Shaoguan                                    |
| Shenzhen                                  | ZGSZ      | SZX       | Flughafen Shenzhen                                    |
| Zhanjiang                                 | ZGZJ      | ZHA       | Flughafen Zhanjiang                                   |
| Zhuhai                                    | ZGSD      | ZUH       | Flughafen Zhuhai                                      |
| Guangxi (Autonomes Gebiet)                |           |           |                                                       |
| Beihai                                    | ZGBH      | BHY       | Flughafen Beihai                                      |
| Guilin                                    | ZGKL      | KWL       | Flughafen Guilin-Liangjiang                           |
| Hechi                                     |           | HCJ       | Flughafen Hechi                                       |
| Liuzhou                                   | ZGZH      | LZH       | Flughafen Liuzhou                                     |
| Nanning                                   | ZGNN      | NNG       | Flughafen Nanning Wuxu                                |
| Wuzhou                                    | ZGWZ      | WUZ       | Flughafen Wuzhou                                      |
| Guizhou (Provinz)                         |           |           |                                                       |
| Anshun                                    |           | AVA       | Flughafen Anshun                                      |
| Guiyang                                   | ZUGY      | KWE       | Flughafen Guiyang                                     |
| Liping                                    |           | HZH       | Flughafen Liping                                      |
| Bijiang                                   | ZUTR      | TEN       | Flughafen Tongren Daxing                              |
| Xingyi                                    |           | ACX       | Flughafen Xingyi                                      |
| Zunyi                                     | ZUZY      | ZYI       | Flughafen Zunyi                                       |
| Zunyi                                     | ZUMT      | WMT       | Flughafen Zunyi Maotai                                |
| Hainan (Provinz)                          |           |           |                                                       |
| Haikou                                    | ZJHK      | HAK       | Flughafen Haikou-Meilan                               |
| Sanya                                     | ZJSY      | SYX       | Flughafen Sanya                                       |
| Hebei (Provinz)                           |           |           |                                                       |
| Qinhuangdao                               | ZBSH      | SHP       | Flughafen Qinhuangdao Shanhaiguan                     |
| Shijiazhuang                              | ZBSJ      | SJW       | Flughafen Shijiazhuang Daguocun                       |
| Tangshan                                  | ZBTS      | TVS       | Flughafen Tangshan                                    |
| Xingtai                                   | ZBXT      | XNT       | Flughafen Xingtai                                     |
| Zhangjiakou                               | ZBZJ      | ZQZ       | Flughafen Zhangjiakou                                 |
| Heilongjiang (Provinz)                    |           |           |                                                       |
| Daqing                                    | ZYDQ      | DQA       | Flughafen Daqing Saertu                               |
| Harbin                                    | ZYHB      | HRB       | Flughafen Harbin Taiping                              |
| Heihe                                     | ZYHE      | HEK       | Flughafen Heihe                                       |
| Jiamusi                                   | ZYJM      | JMU       | Flughafen Jiamusi                                     |
| Mudanjiang                                | ZYMD      | MDG       | Flughafen Mudanjiang                                  |
| Qiqihar                                   | ZYQQ      | NDG       | Flughafen Qiqihar                                     |
| Yichun                                    | ZYLD      | LDS       | Flughafen Yichun                                      |
| Henan (Provinz)                           |           |           |                                                       |
| Anyang                                    | ZHAY      | AYN       | Flughafen Anyang                                      |
| Luoyang                                   | ZHLY      | LYA       | Flughafen Luoyang                                     |
| Nanyang                                   | ZHNY      | NNY       | Flughafen Nanyang                                     |
| Xinyang                                   | ZHXY      | XAI       | Flughafen Xinyang                                     |
| Zhengzhou                                 | ZHCC      | CGO       | Flughafen Zhengzhou                                   |
| Hongkong (Sonderverwaltungszone)          |           |           |                                                       |
| Hongkong                                  | VHHH      | HKG       | Hong Kong International Airport (Chek Lap Kok)        |
| Hubei (Provinz)                           |           |           |                                                       |
| Enshi                                     | ZHES      | ENH       | Flughafen Enshi                                       |
| Shashi                                    | ZHSS      | SHS       | Flughafen Shashi                                      |
| Shiyan                                    | ZHSY      | WDS       | Flughafen Shiyan                                      |
| Wuhan                                     | ZHHH      | WUH       | Flughafen Wuhan                                       |
| Xiangfan                                  | ZHXF      | XFN       | Flughafen Xiangfan                                    |
| Yichang                                   | ZHYC      | YIH       | Flughafen Yichang                                     |
| Zhijiang                                  |           | HJJ       | Flughafen Zhijiang                                    |
| Hunan (Provinz)                           |           |           |                                                       |
| Changde                                   | ZGCD      | CGD       | Flughafen Changde Taohuayuan                          |
| Changsha                                  | ZGHA      | CSX       | Flughafen Changsha-Huanghua                           |
| Hengyang                                  | ZGHY      | HNY       | Flughafen Hengyang                                    |
| Yongzhou                                  | ZGLG      | LLF       | Flughafen Yongzhou                                    |
| Zhangjiajie                               | ZGDY      | DYG       | Flughafen Zhangjiajie (Flughafen Dayong)              |
| Innere Mongolei (Autonomes Gebiet)        |           |           |                                                       |
| Linkes Alxa-Banner & Bayanhot             |           | AXF       | Flughafen Alxa Linkes Banner Bayanhot                 |
| Rechtes Alxa-Banner & Badanjilin          |           | RHT       | Flughafen Alxa Rechtes Banner Badanjilin              |
| Baotou                                    | ZBOW      | BAV       | Flughafen Baotou                                      |
| Chifeng                                   | ZBCF      | CIF       | Flughafen Chifeng                                     |
| Ejin-Banner                               | ZBEN      | EJN       | Flughafen Ejin Banner Taolai                          |
| Hailar                                    | ZBLA      | HLD       | Flughafen Hailar Dongshan                             |
| Hohhot                                    | ZBHH      | HET       | Flughafen Hohhot Baita                                |
| Manjur                                    |           | NZH       | Flughafen Manzhouli                                   |
| Tongliao                                  | ZBTL      | TGO       | Flughafen Tongliao                                    |
| Ulanhot                                   | ZBUL      | HLH       | Flughafen Ulanhot                                     |
| Wuhai                                     | ZBUH      | WUA       | Flughafen Wuhai                                       |
| Xilin Hot                                 | ZBXH      | XIL       | Flughafen Xilinhot                                    |
| Jiangsu (Provinz)                         |           |           |                                                       |
| Changzhou                                 | ZSCG      | CZX       | Flughafen Changzhou Benniu                            |
| Huai’an                                   | ZSSH      | HIA       | Flughafen Huai’an                                     |
| Lianyungang                               | ZSLG      | LYG       | Flughafen Lianyungang                                 |
| Nanjing                                   | ZSNJ      | NKG       | Flughafen Nanjing-Lukou                               |
| Nantong                                   | ZSNT      | NTG       | Flughafen Nantong                                     |
| Suzhou                                    | ZSSZ      | SZV       | Flughafen Suzhou Guangfu                              |
| Wuxi                                      | ZSWX      | WUX       | Flughafen Wuxi                                        |
| Xuzhou                                    | ZSXZ      | XUZ       | Xuzhou Guanyin                                        |
| Yancheng                                  | ZSYN      | YNZ       | Flughafen Yancheng                                    |
| Jiangxi (Provinz)                         |           |           |                                                       |
| Ganzhou                                   | ZSGZ      | KOW       | Flughafen Ganzhou                                     |
| Ji’an                                     | ZSJA      | JGS       | Flughafen Ji’an                                       |
| Jingdezhen                                | ZSJD      | JDZ       | Flughafen Jingdezhen                                  |
| Jiujiang                                  | ZSJJ      | JIU       | Jiujiang Lushan                                       |
| Nanchang                                  | ZSCN      | KHN       | Flughafen Nanchang Changbei                           |
| Shangrao                                  | ZSSR      | SQD       | Flughafen Shangrao                                    |
| Jilin (Provinz)                           |           |           |                                                       |
| Changchun                                 | ZYCC      | CGQ       | Flughafen Changchun-Longjia                           |
| Jilin                                     | ZYJL      | JIL       | Flughafen Jilin                                       |
| Tonghua                                   | ZYTN      | TNH       | Flughafen Tonghua Liuhe                               |
| Yanji                                     | ZYYJ      | YNJ       | Flughafen Yanji                                       |
| Liaoning (Provinz)                        |           |           |                                                       |
| Anshan                                    | ZYAS      | AOG       | Flughafen Anshan                                      |
| Changhai                                  | ZYCH      | CNI       | Flughafen Changhai                                    |
| Chaoyang                                  | ZYCY      | ZHG       | Flughafen Chaoyang                                    |
| Dalian                                    | ZYTL      | DLC       | Flughafen Dalian-Zhoushuizi                           |
| Dandong                                   | ZYDD      | DDG       | Flughafen Dandong                                     |
| Jinzhou                                   | ZYJZ      | JNZ       | Flughafen Jinzhou                                     |
| Shenyang                                  | ZYTX      | SHE       | Flughafen Shenyang Taoxian                            |
| Xingcheng                                 | ZYXC      | XEN       | Flughafen Xingcheng                                   |
| Macau (Sonderverwaltungszone)             |           |           |                                                       |
| Macau                                     | VMMC      | MFM       | Flughafen Macau                                       |
| Ningxia (Autonomes Gebiet)                |           |           |                                                       |
| Yinchuan                                  |           |           | Flughafen Yinchuan Helanshan                          |
| Yinchuan                                  | ZLIC      | INC       | Flughafen Yinchuan Hedong                             |
| Peking (Regierungsunmittelbare Stadt)     |           |           |                                                       |
| Peking                                    | ZBAA      | PEK       | Flughafen Peking                                      |
| Peking                                    | ZBNY      | NAY       | Flughafen Peking-Nanyuan                              |
| Peking                                    | ZBAD      | PKX       | Flughafen Peking-Daxing                               |
| Qinghai (Provinz)                         |           |           |                                                       |
| Golmud                                    | ZLGM      | GOQ       | Flughafen Golmud                                      |
| Xining                                    | ZLXN      | XNN       | Flughafen Xining-Caojiabao                            |
| Shaanxi (Provinz)                         |           |           |                                                       |
| Ankang                                    | ZLAK      | AKA       | Flughafen Ankang                                      |
| Hanzhong                                  | ZLHZ      | HZG       | Flughafen Hanzhong                                    |
| Xi’an                                     | ZLXY      | XIY       | Flughafen Xi’an-Xianyang                              |
| Yan’an                                    | ZLYA      | ENY       | Flughafen Yan’an                                      |
| Yulin                                     | ZLYL      | UYN       | Flughafen Yulin                                       |
| Shandong (Provinz)                        |           |           |                                                       |
| Dongying                                  | ZSDY      | DOY       | Flughafen Dongying                                    |
| Jinan                                     | ZSJN      | TNA       | Flughafen Jinan Yaoqiang                              |
| Jining                                    | ZLJN      | JNG       | Flughafen Jining                                      |
| Linyi                                     | ZSLY      | LYI       | Flughafen Linyi                                       |
| Rizhao                                    | ZSRZ      | RIZ       | Flughafen Rizhao                                      |
| Qingdao                                   | ZSQD      | TAO       | Flughafen Qingdao-Liuting                             |
| Weifang                                   | ZSWF      | WEF       | Flughafen Weifang                                     |
| Weihai                                    | ZSWH      | WEH       | Flughafen Weihai                                      |
| Yantai                                    | ZSYT      | YNT       | Flughafen Yantai Laishan                              |
| Shanghai (Regierungsunmittelbare Stadt)   |           |           |                                                       |
| Shanghai                                  | ZSSS      | SHA       | Flughafen Shanghai-Hongqiao                           |
| Shanghai                                  | ZSPD      | PVG       | Flughafen Shanghai-Pudong                             |
| Shanxi (Provinz)                          |           |           |                                                       |
| Changzhi                                  | ZBCZ      | CIH       | Flughafen Changzhi                                    |
| Datong                                    | ZBDT      | DAT       | Flughafen Datong-Yungang                              |
| Linfen                                    | ZBLF      | LFQ       | Flughafen Linfen                                      |
| Lüliang                                   | ZBLL      | LLV       | Flughafen Lüliang                                     |
| Taiyuan                                   | ZBYN      | TYN       | Flughafen Taiyuan-Wusu                                |
| Yuncheng                                  | ZBYC      | YCU       | Flughafen Yuncheng                                    |
| Xinzhou                                   | ZBXZ      | WUT       | Flughafen Xinzhou                                     |
| Sichuan (Provinz)                         |           |           |                                                       |
| Chengdu                                   | ZUUU      | CTU       | Flughafen Chengdu-Shuangliu                           |
| Chengdu                                   | ZUTF      | TFU       | Chengdu Tianfu International Airport                  |
| Dabba                                     | ZUDC      | DCY       | Flughafen Dabba-Yardêng                               |
| Dachuan                                   | ZUDX      | DAX       | Flughafen Daxian                                      |
| Guangyuan                                 | ZUGU      | GYS       | Flughafen Guangyuan                                   |
| Jiuzhaigou, Sungqu                        | ZUJZ      | JZH       | Flughafen Jiuzhai-Huanglong                           |
| Kangding                                  | ZUKD      | KGT       | Flughafen Kangding                                    |
| Luzhou                                    | ZULZ      | LZO       | Flughafen Luzhou                                      |
| Mianyang                                  | ZUMY      | MIG       | Flughafen Mianyang                                    |
| Nanchong                                  | ZUNC      | NAO       | Flughafen Nanchong                                    |
| Panzhihua                                 | ZUZH      | PZI       | Flughafen Panzhihua                                   |
| Xichang                                   | ZUXC      | XIC       | Flughafen Xichang Qingshan                            |
| Yibin                                     | ZUYB      | YBP       | Flughafen Yibin                                       |
| Tianjin (Regierungsunmittelbare Stadt)    |           |           |                                                       |
| Tianjin                                   | ZBTJ      | TSN       | Flughafen Tianjin-Binhai                              |
| Autonomes Gebiet Tibet (Autonomes Gebiet) |           |           |                                                       |
| Lhasa                                     | ZULS      | LXA       | Flughafen Lhasa-Gonggar                               |
| Mainling                                  | ZUNZ      | LZY       | Flughafen Nyingchi-Mainling                           |
| Ngari, Sênggê Zangbo                      | ZUAL      | NGQ       | Flughafen Ngari-Günsa                                 |
| Chengguan                                 | ZUBD      | BPX       | Flughafen Qamdo-Bamda                                 |
| Xigazê                                    | ZURK      | RKZ       | Friedens-Flughafen Xigazê                             |
| Xinjiang (Autonomes Gebiet)               |           |           |                                                       |
| Aksu                                      | ZWAK      | AKU       | Flughafen Aksu                                        |
| Aral                                      | ZWAL      | ACF       | Flughafen Aral Tarim                                  |
| Altay                                     | ZWAT      | AAT       | Flughafen Altay                                       |
| Gulja                                     | ZWYN      | YIN       | Flughafen Gulja (Flughafen Yining)                    |
| Hotan                                     | ZWTN      | HTN       | Flughafen Hotan                                       |
| Karamay                                   | ZWKM      | KRY       | Flughafen Karamay                                     |
| Kaschgar (Kashi)                          | ZWSH      | KHG       | Flughafen Kaschgar (Flughafen Kashi)                  |
| Koktokay (Fuyun)                          | ZWFY      | FYN       | Flughafen Koktokay (Flughafen Fuyun)                  |
| Korla                                     | ZWKL      | KRL       | Flughafen Korla                                       |
| Kumul (Hami)                              | ZWHM      | HMI       | Flughafen Kumul (Flughafen Hami)                      |
| Kuqa                                      | ZWKC      | KCA       | Flughafen Kuqa                                        |
| Qarqan (Qiemo)                            | ZWCM      | IQM       | Flughafen Qarqan (Flughafen Qiemo)                    |
| Tacheng                                   | ZWTC      | TCG       | Flughafen Tacheng                                     |
| Tumxuk                                    | ZWTS      | TWC       | Flughafen Tumxuk                                      |
| Ürümqi                                    | ZWWW      | URC       | Flughafen Ürümqi-Diwopu                               |
| Yunnan (Provinz)                          |           |           |                                                       |
| Baoshan                                   | ZPBS      | BSD       | Flughafen Baoshan                                     |
| Dali                                      | ZPDL      | DLU       | Flughafen Dali                                        |
| Diqing                                    | ZPDQ      | DIG       | Flughafen Diqing                                      |
| Kunming                                   | ZPPP      | KMG       | Flughafen Kunming-Changshui                           |
| Kunming                                   | ZPPP      | KMG       | Flughafen Kunming-Wujiaba                             |
| Lijiang                                   | ZPLJ      | LJG       | Flughafen Lijiang                                     |
| Lincang                                   | ZPLC      | LNJ       | Flughafen Lincang                                     |
| Longchuan                                 | ?         | LCS       | Flughafen Longchuan-Guangsong                         |
| Mang                                      | ZPMS      | LUM       | Flughafen Dehong Mangshi                              |
| Simao                                     | ZPSM      | SYM       | Flughafen Simao                                       |
| Tengchong                                 | ZPTC      | TCZ       | Flughafen Tuofeng                                     |
| Wenshan                                   | ZPWS      | WNH       | Flughafen Wenshan                                     |
| Xishuangbanna                             | ZPJH      | JHG       | Flughafen Xishuangbanna Gasa                          |
| Zhaotong                                  | ZPZT      | ZAT       | Flughafen Zhaotong                                    |
| Zhejiang (Provinz)                        |           |           |                                                       |
| Hangzhou                                  | ZSHC      | HGH       | Flughafen Hangzhou-Xiaoshan                           |
| Huangyan                                  | ZSLQ      | HYN       | Flughafen Huangyan Luqiao                             |
| Ningbo                                    | ZSNB      | NGB       | Flughafen Ningbo Lishe                                |
| Quzhou                                    | ZSJU      | JUZ       | Flughafen Quzhou                                      |
| Wenzhou                                   | ZSWZ      | WNZ       | Flughafen Wenzhou                                     |
| Yiwu                                      | ZSYW      | YIW       | Flughafen Yiwu                                        |
| Zhoushan                                  | ZSZS      | HSN       | Flughafen Zhoushan                                    |